# Л’Эглиз-о-Буа
Л’Эгли́з-о-Буа́ (фр. L'Église-aux-Bois, окс. L'Egleisa aus Bòscs) — коммуна во Франции, находится в регионе Лимузен. Департамент — Коррез. Входит в состав кантона Треньяк. Округ коммуны — Тюль.
Код INSEE коммуны — 19165.
Коммуна расположена приблизительно в 360 км к югу от Парижа, в 50 км юго-восточнее Лиможа, в 45 км к северу от Тюля.

## Население
Население коммуны на 2008 год составляло 36 человек.
| 1962 | 1968 | 1975 | 1982 | 1990 | 1999 | 2008 |
| ---- | ---- | ---- | ---- | ---- | ---- | ---- |
| 128  | 139  | 98   | 75   | 59   | 41   | 36   |

## Экономика

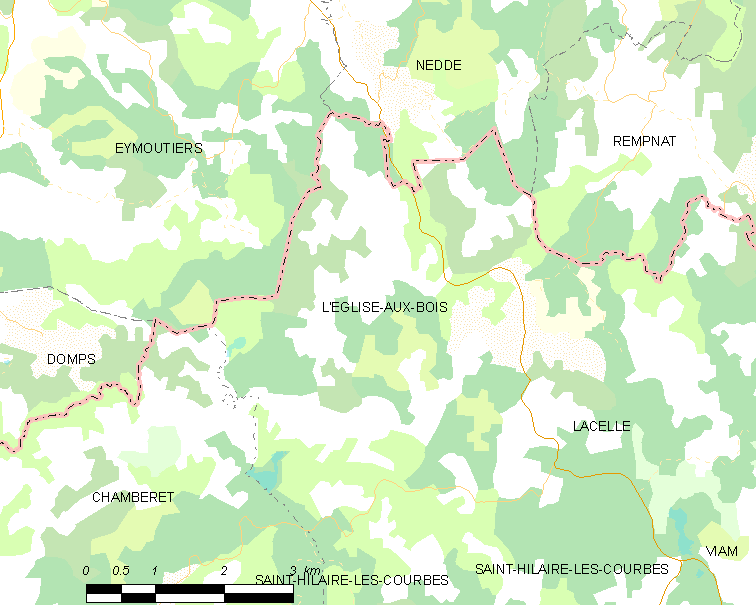
Карта коммуны

В 2007 году среди 25 человек в трудоспособном возрасте (15-64 лет) 14 были экономически активными, 11 — неактивными (показатель активности — 56,0 %, в 1999 году было 61,5 %). Из 14 активных работали 13 человек (7 мужчин и 6 женщин), безработным был 1 мужчина. Среди 11 неактивных 1 человек был учеником или студентом, 6 — пенсионерами, 4 были неактивными по другим причинам .